# Ім Сі Ван
Ім Сі Ван (кор. 임시완, 任時完, Yim Si-wan, нар. 1 грудня 1988, Пусан, Південна Корея), більш відомий як Сіван, — південнокорейський співак та актор. Він є учасником південнокорейського бой-бенду ZE:A та його підрозділу ZE: A Five. Як актор він найбільш відомий завдяки головним ролям у фільмі Адвокат (2013) та телевізійному серіалі Місенг: Незавершене життя (2014), які мали успіх і в прокаті, і в рейтингах. Також, англ. Korean Film Council, дос. «Корейська кінорада» обрали Сівана як одного з 200 акторів, що найкраще репрезентують сьогодення та майбутнє корейської кіносцени.

## Раннє життя
Ім Сі Ван народився 1 грудня 1988 року у Пусані, Південна Корея. Відвідував англ. Busan Gudeok High School, Пусанський національний університет та англ. University of East Broadcasting Arts. Зараз навчається в англ. Woosong Information College.
Він юридично змінив своє ім'я з Ун Чже на Сі Ван перед своїм дебютом.

## Кар'єра

### ZE: A
Коли Сіван відвідував фестиваль пісні Chin Chin у Пусані, Star Empire найняла його як стажера. Він приєднався до групи з дев'яти учасників — англ. Children of Empire, дос. «Діти Імперії», де тренувався три роки.
7 січня 2010 року гурт, під назвою ZE: A, дебютував з мініальбомом Nativity. Сіван також є учасником підрозділу ZE: A-Five.

### Акторство
Сіван приєднався до акторського складу історичної драми англ. Moon Embracing the Sun, дос. «Місяць обіймає сонце» (2012), зігравши молоду версію Хео Йома. Драма перевищила 40 % рейтингів й отримала статус «національної драми». Пізніше того ж року Іма взяли на роль у драмі про помсту англ. Man from the Equator, дос. «Людина з екватора». Далі вийшли ситком англ. Standby (2012) та драма англ. Waiting for Love (2013).

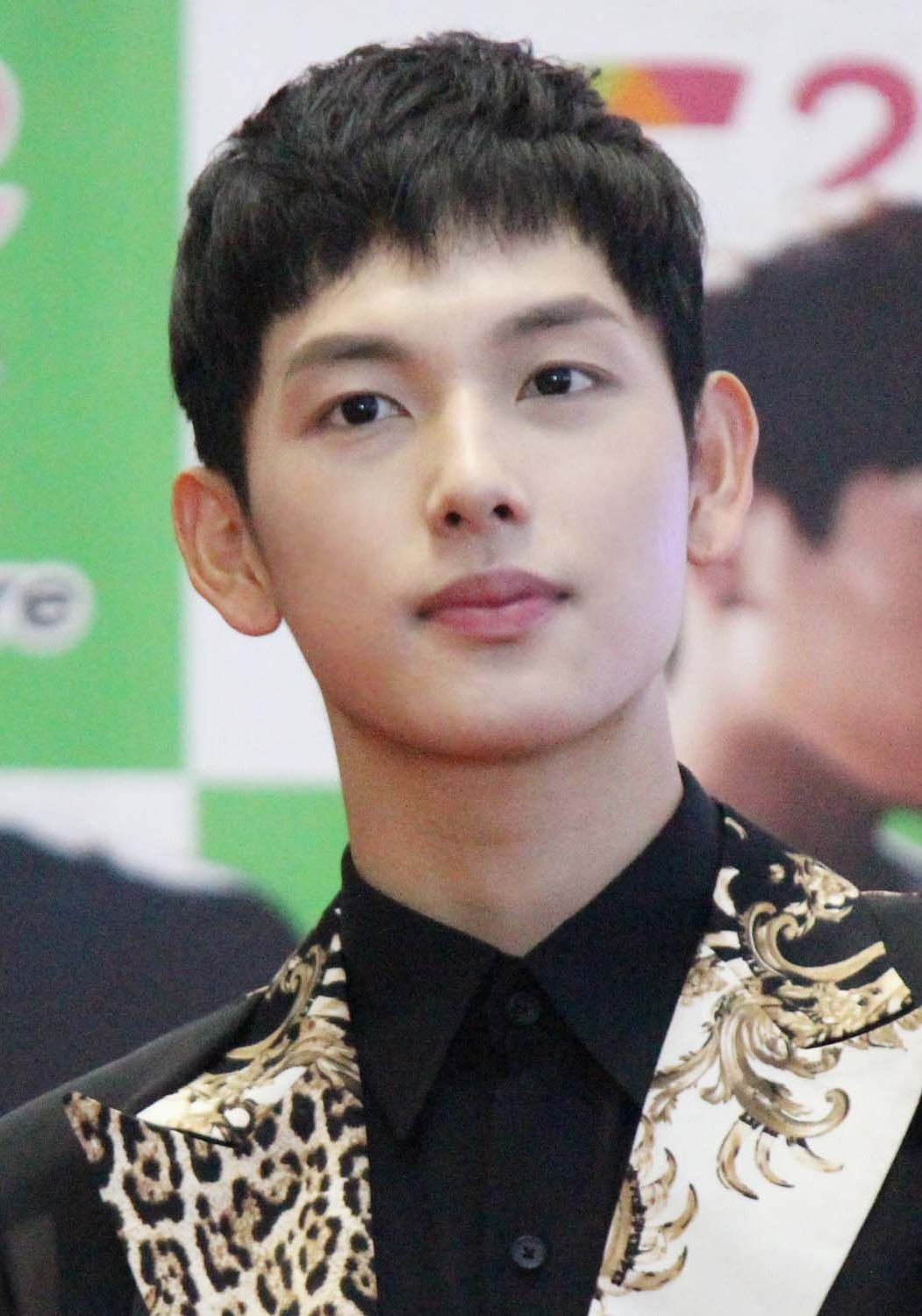
У вересні 2013

 У 2013 році Сіван знявся в фільмі Адвокат, де він зіграв молодого студента-активіста, якого поліція затримала та катувала за звинуваченнями в прихильності до комуністів. Фільм отримав як комерційний успіх, так і успіх як серед критиків: було продано понад 11 мільйонів квитків. Також він став 8-м найбільш продаваним корейським фільмом усіх часів. Сіван отримав нагороду Best New Actor на премії Max Movie Awards та на кінофестивалі Marie Claire.
У 2014 році Сіван повернувся на телебачення й знявся у двох драмах: у Трикутнику він зіграв наймолодшого з трьох братів, розлучених у дитинстві, які виросли в холодній родині чеболів. Він зіграв в адаптації вебтуну та драми Місенг: Незавершене життя, та повторив свою роль у Незавершення життя: приквел, зігравши колишнього гравця в падук, який адаптується до корейської корпоративної культури. Місенг: Незавершене життя став комерційним хітом, що отримав високі оцінки глядачів із піком 8,4 %; й був охрещений «феноменом культури». За свою гру Сіван отримав нагороду Excellence Award на 4-ій церемонії «Зірок МААТР», а також нагороди Best New Actor на 9-ій Cable TV Broadcasting Awards та 51-ій Премії мистецтв Пексан.
Вперше потрапивши на великий екран, Ім зіграв свою головну роль у військовій драмі A Melody to Remember (2016) — добросердного солдата, який залишається оптимістичним навіть у безвихідній ситуації. Він також зіграв у китайсько-південнокорейській драмі My Catman разом із Чхе Су Бін та Кім Мьон Су.
У 2017 році Сіван зіграв шахрая в кримінальному фільмі One Line. Він ще більше відійшов від свого чіткого образу «гарного хлопця» в Безжалісному (2017), кримінальному бойовику, в якому він зіграв поліцейського під прикриттям, який працює на групу контрабанди наркотиків. Того ж року Іма вперше запросили на Каннський кінофестиваль. Пізніше Сіван знявся в мелодрамі The King in Love, у ролі амбітного наслідного принца.
У 2019 році Сіван отримав роль у трилері Незнайомці з пекла, заснованому на однойменному вебтуні. Це був його перший проєкт після повернення з армії. У тому ж році він отримав роль у фільмі Boston 1947. До того ж він знявся у фільмі-катастрофі «Надзвичайний стан».
У 2020 році Сіван зіграв головну роль у романтичній драмі JTBC Run On разом із Сін Се Кьон.
У 2022 році Сіван знявся в драмі Tracer, що транслювалася на Wavve та MBC одночасно. Також він з'явився в дорамі «Літній страйк».
11 лютого 2023 року Сіван провів концерт — YIM Si wan 2023 «WHY I AM SI WAN» у Сеулі. А вже 17 лютого вийшов трилер від Нетфлікс Розблоковано, де він зіграв вбивцю. Стало відомо, що він пройшов кастинг на другий сезон серіалу Нетфлікс Гра в кальмара разом з Лі Чон Че та Ві Ха Чжуном, а також Кан Ха Нилем, Пак Сон Хуном, Ян Дон Гуном та Чо Ю Рі.

## Особисте життя

### Військова служба
11 липня 2017 року офіційно розпочав строкову військову службу. Сівана обрали помічником інструктора для новобранців завдяки його хорошим результатам. 27 березня 2019 року він був звільнений.

### Благодійність
4 березня 2022 року Сіван пожертвував 20 мільйонів вон Посольству України у Південній Кореї. З метою допомогти українцям, постраждалим від російського вторгнення, він також забронював 4-місний гуртожиток у Києві приблизно на місяць, з 7 березня по 4 квітня.
10 серпня 2022 року він пожертвував 20 мільйонів вон на допомогу постраждалим від Повені у Південній Кореї 2022 року через англ. Hope Bridge Korea Disaster Relief Association.
8 лютого 2023 року Сіван пожертвував 10 мільйонів вон на допомогу постраждалим від землетрусу в Туреччині та Сирії 2023 року, пожертвувавши гроші через англ. Hope Bridge Korea Disaster Relief Association.

## Дискографія

### Сингли
| Назва                                                                            | Рік         | Пікові позиції у чартах | Продажі (ЗВ) | Альбом                                 |
| Назва                                                                            | Рік         | KOR Gaon                | Продажі (ЗВ) | Альбом                                 |
| Колаборації                                                                      | Колаборації | Колаборації             | Колаборації  | Колаборації                            |
| -------------------------------------------------------------------------------- | ----------- | ----------------------- | ------------ | -------------------------------------- |
| «Tick Tock» (째깍째깍) (разом з Jo Hyun-ah з Urban Zakapa)                       | 2017        | —                       | Н/Д          | Сингл без альбому                      |
| «Fly Your Kite (Вокал Ім Сівана)» (연날리기) (разом з Lee Chanhyuk з AKMU)       | 2023        | —                       | Н/Д          | Umbrella                               |
| «Win For You (Вокал Ім Сівана)» (연날리기) (разом з Вінтер з Aespa)              | 2023        | —                       | Н/Д          | Сингл без альбому                      |
| Саундтреки                                                                       |             |                         |              |                                        |
| «But Still.. So..» (그래도..그래서..)                                            | 2014        | —                       | Н/Д          | Misaeng: Incomplete Life OST Частина 5 |
| «My Heart» (내 마음은)                                                           | 2017        | —                       | Н/Д          | The King in Love OST Частина 4         |
| «I And You» (나 그리고 너)                                                       | 2021        | —                       | Н/Д          | Run On OST Частина 12                  |
| «Fire» (파이어)                                                                  | 2022        | —                       | Н/Д          | Tracer OST Частина 5                   |
| «—» релізи, що не потрапили у чарти або не були випущені у відповідних регіонах. |             |                         |              |                                        |

## Фільмографія

### Фільми
| Рік  | Назва                      | Роль          | Нотатки                                | Прим.                |
| ---- | -------------------------- | ------------- | -------------------------------------- | -------------------- |
| 2013 | Незавершене життя: приквел | Чан Ги Ре     | Короткий фільм                         | [ 57 ]               |
| 2013 | Повірений                  | Пак Чін У     |                                        | [ 58 ]               |
| 2014 | Ріо 2                      | Блю           | Корейський дубляж — озвучка            | [ 59 ]               |
| 2016 | Мелодія на згадку          | Хан Сан Рьоль |                                        | [ 60 ]               |
| 2017 | Один рядок                 | Лі Мін Чже    |                                        | [ 61 ]               |
| 2017 | Безжальний                 | Чо Хьон Су    | [ ком 1 ]                              | [ 63 ]               |
| 2022 | Надзвичайний стан          | Джин Сок      | Показ на Каннському кінофестивалі 2021 | [ 65 ] [ 66 ] [ 67 ] |
| 2023 | Розблоковано               | Чун Йон       | Фільм Netflix                          | [ 68 ] [ 69 ]        |
| 2023 | Дорога на Бостон           | Со Юн Бок     |                                        | [ 38 ]               |

### Телесеріали
| Рік       | Назва                     | Роль                 | Нотатки                    | Прим.         |
| --------- | ------------------------- | -------------------- | -------------------------- | ------------- |
| 2010      | Принцеса прокурора        | Клубний чоловік      | Камео (Епізод 2)           | [ 70 ]        |
| 2010      | Все про шлюб              | стажер               | Камео (Епізод 18)          | [ 71 ]        |
| 2010      | Глорія                    | стажер               | Камео (Епізод 11 і 14)     | [ 72 ]        |
| 2012      | Місяць обіймає Сонце      | молодий Хео Йом      |                            | [ 73 ]        |
| 2012      | Людина з екватора         | молодий Лі Чан Іл    |                            | [ 74 ]        |
| 2012      | Режим очікування          | Ім Сі Ван            |                            | [ 17 ]        |
| 2012      | Відповідь 1997            | Людина ROTC Seoul    | Камео (Епізод 4)           | [ 75 ]        |
| 2013      | Трохи любові              | молодий Чон Ву Сон   | Особливий зовнішній вигляд | [ 76 ]        |
| 2013      | В очікуванні Любові       | Чон Джин Кук         | Спеціальна драма           | [ 18 ]        |
| 2014      | Трикутник                 | Чан Дон У / Юн Ян Ха |                            | [ 77 ]        |
| 2014      | Місенг: Незавершене життя | Чан Ги Ре            |                            | [ 78 ]        |
| 2017      | Закоханий король          | Ван Вон              |                            | [ 79 ]        |
| 2019      | Незнайомці з пекла        | Юн Чон У             |                            | [ 36 ]        |
| 2020–2021 | Біжи                      | Кі Сон Гьом          |                            | [ 80 ]        |
| 2022      | Трейсер                   | Хван Дон Джу         |                            | [ 81 ] [ 82 ] |
| 2022      | Тридцять дев'ять          | Ім Сі Ван            | Камео (Епізод 10)          | [ 83 ] [ 84 ] |
| 2022      | Літній страйк             | Ан Де Бом            |                            | [ 85 ]        |
| 2023      | «Місенг: Інша сторона»    | Таємничий чоловік    | Сезон 2 (Камео; Епізод 14) | [ 86 ]        |

### Веб серіали
| Рік  | Назва               | Роль           | Нотатки      | Прим.  |
| ---- | ------------------- | -------------- | ------------ | ------ |
| 2016 | Мій Кетмен          | Джі-Бек        |              | [ 31 ] |
| 2023 | Once Upon a Boyhood | Jang Byung-tae |              | [ 87 ] |
| 2024 | Гра в кальмара      | В очікуванні   | Другий сезон | [ 88 ] |

### Телевізійні шоу
| Рік  | Назва               | Роль                       | Нотатки       | Прим.  |
| ---- | ------------------- | -------------------------- | ------------- | ------ |
| 2012 | Народження сім'ї    | Учасник акторського складу |               | [ 89 ] |
| 2021 | Будинок на колесах  | Учасник акторського складу | 2 сезон       | [ 90 ] |
| 2023 | Actors on a Journey | Учасник акторського складу | з Чон Хе Іном | [ 91 ] |

## Музичний театр
| Рік      | Назва                                   | Роль   | Нотатки                        | Прим.  |
| -------- | --------------------------------------- | ------ | ------------------------------ | ------ |
| 2013 рік | Джозеф і дивовижний технічний плащ мрії | Джозеф | 19 лютого — 12 березня в Сеулі | [ 92 ] |

## Амбасадор
- 2012 Почесний посол Корейської туристичної організації[93]
- 2012 Посол бренду Tissot Swatch Group Korea[94]
- 2012 Посол бренду Pret-a-Porter Busan (Busan Fashion Week)[95]
- 2012 Почесний посол Університету інформатики Усонга[96]
- 2013 Brand Youth Ambassador of Gyeonggi Province[97]
- 2014 Верховний посол Корейської міжнародної торгової асоціації[98]
- 2014 Бренд-амбасадор FinTech Financial Technology Group Inc[99]
- 2023 PR-посол командного чемпіонату світу з настільного тенісу 2024 у Пусані[100]

## Нагороди та номінації
| Церемонія нагород                        | Рік  | Категорія                                             | Номінант                                        | Результат    | Прим.   |
| ---------------------------------------- | ---- | ----------------------------------------------------- | ----------------------------------------------- | ------------ | ------- |
| Премія «Зірок МААТР»                     | 2015 | Excellence Award, Actor in a Miniseries               | Місенг: Незавершене життя                       | Перемога     | [ 26 ]  |
| Премія «Зірок МААТР»                     | 2022 | Top Excellence Award, Actror in an OTT Drama          | Tracer                                          | Номінація    | [ 101 ] |
| Премія «Зірок МААТР»                     | 2022 | Popularity Star Award, Actor                          | Tracer                                          | Номінація    | [ 102 ] |
| Asia Contents Awards                     | 2022 | Best Actor                                            | Tracer                                          | Номінація    | [ 103 ] |
| Азійська кінопремія                      | 2014 | Best Newcomer                                         | Адвокат                                         | Номінація    | [ 104 ] |
| Азійська кінопремія                      | 2022 | Best Supporting Actor                                 | Надзвичайний стан                               | Номінація    | [ 105 ] |
| Asia Model Awards                        | 2015 | Asia Special Award, Actor                             | Місенг: Незавершене життя                       | Перемога     | [ 106 ] |
| Премія мистецтв Пексан                   | 2014 | Best New Actor — Film                                 | Адвокат                                         | Номінація    | [ 107 ] |
| Премія мистецтв Пексан                   | 2014 | Best Fashionista Award                                | Адвокат                                         | Перемога     | [ 107 ] |
| Премія мистецтв Пексан                   | 2015 | Best New Actor — Television                           | Місенг: Незавершене життя                       | Перемога     | [ 28 ]  |
| Премія мистецтв Пексан                   | 2022 | Best Actor — Television                               | Tracer                                          | Номінація    | [ 108 ] |
| Премія мистецтв Пексан                   | 2023 | Best Supporting Actor — Film                          | Надзвичайний стан                               | Номінація    | [ 109 ] |
| Блакитний дракон (кінопремія)            | 2014 | Best New Actor                                        | Адвокат                                         | Номінація    | [ 110 ] |
| Блакитний дракон (кінопремія)            | 2014 | Popularity Award                                      | Адвокат                                         | Перемога     | [ 111 ] |
| Блакитний дракон (кінопремія)            | 2022 | Best Supporting Actor                                 | Надзвичайний стан                               | Номінація    | [ 112 ] |
| Blue Dragon Series Awards                | 2022 | Best Leading Actor                                    | Tracer                                          | Номінація    | [ 113 ] |
| Buil Film Awards                         | 2014 | Best New Actor                                        | Адвокат                                         | Номінація    | [ 114 ] |
| Buil Film Awards                         | 2022 | Best Supporting Actor                                 | Надзвичайний стан                               | Перемога     | [ 115 ] |
| Buil Film Awards                         | 2023 | Best Actor                                            | Unlocked                                        | Номінація    | [ 116 ] |
| Cable TV Broadcasting Awards             | 2015 | Best Actor                                            | Місенг: Незавершене життя                       | Перемога     | [ 27 ]  |
| Grand Bell Awards                        | 2014 | Best New Actor                                        | Адвокат                                         | Номінація    | [ 117 ] |
| Grand Bell Awards                        | 2014 | Popularity Award                                      | Адвокат                                         | Перемога     | [ 118 ] |
| Grand Bell Awards                        | 2022 | Best Supporting Actor                                 | Надзвичайний стан                               | Номінація    | [ 119 ] |
| Grand Bell Awards                        | 2023 | Best Actor                                            | Road to Boston                                  | В очікуванні | [ 120 ] |
| InStyle Star Icon                        | 2016 | Best Idol Actor                                       | Місенг: Незавершене життя, A Melody to Remember | Перемога     | [ 121 ] |
| Премія корейської драми                  | 2012 | Best New Actor                                        | Moon Embracing the Sun                          | Номінація    |         |
| Премія корейської драми                  | 2015 | Top Excellence Award, Actor                           | Місенг: Незавершене життя                       | Номінація    | [ 122 ] |
| Премія корейської драми                  | 2015 | Actor Special Jury Prize                              | Місенг: Незавершене життя                       | Перемога     | [ 123 ] |
| Премія корейської драми                  | 2022 | Top Excellence Award, Actor                           | Tracer                                          | Номінація    | [ 124 ] |
| Korean Film Actor's Association Awards   | 2014 | Popularity Award                                      | Адвокат                                         | Перемога     | [ 125 ] |
| Korean Film Producers Association Awards | 2022 | Best Supporting Actor                                 | Надзвичайний стан                               | Перемога     | [ 126 ] |
| Korea Financial Services Commission      | 2015 | Special Achievement Award                             | Ім Сі Ван                                       | Перемога     | [ 127 ] |
| LA Web Fest                              | 2023 | Best Actor — Long Form Series                         | Summer Strike                                   | Номінація    | [ 128 ] |
| London Asian Film Festival               | 2022 | Buldak Rising Star Award                              | Надзвичайний стан                               | Перемога     | [ 129 ] |
| Max Movie Awards                         | 2014 | Best New Actor                                        | Адвокат                                         | Перемога     | [ 21 ]  |
| Max Movie Awards                         | 2014 | Best Supporting Actor                                 | Адвокат                                         | Номінація    |         |
| Max Movie Awards                         | 2016 | Rising Star Award                                     | Ім Сі Ван                                       | Перемога     | [ 130 ] |
| Marie Claire Film Awards                 | 2014 | Best New Actor                                        | Адвокат                                         | Перемога     | [ 22 ]  |
| MBC Drama Awards                         | 2012 | Best New Actor                                        | Moon Embracing the Sun                          | Номінація    | [ 131 ] |
| MBC Drama Awards                         | 2012 | Popularity Award                                      | Moon Embracing the Sun                          | Номінація    | [ 132 ] |
| MBC Drama Awards                         | 2014 | Best New Actor                                        | Triangle                                        | Перемога     | [ 133 ] |
| MBC Drama Awards                         | 2017 | Top Excellence Award, Actor in a Monday-Tuesday Drama | The King in Love                                | Номінація    |         |
| MBC Drama Awards                         | 2022 | Top Excellence Award, Actor in a Miniseries           | Tracer                                          | Номінація    | [ 134 ] |
| MBC Entertainment Awards                 | 2012 | Best Newcomer in a Sitcom                             | Standby                                         | Перемога     | [ 135 ] |
| Mnet 20's Choice Awards                  | 2012 | 20's Booming Star                                     | Moon Embracing the Sun                          | Номінація    | [ 136 ] |
| Нагороди Soompi                          | 2018 | Actor of the Year                                     | The King in Love                                | Номінація    | [ 137 ] |
| Seoul WebFest Awards                     | 2017 | Best Actor                                            | My Catman                                       | Номінація    | [ 138 ] |
| The Musical Awards                       | 2013 | Best New Actor                                        | Joseph and the Amazing Technicolor Dreamcoat    | Номінація    | [ 139 ] |
| Сеульська премія                         | 2017 | Popularity Award, Actor                               | Безжальний                                      | Перемога     | [ 140 ] |
| tvN10 Awards                             | 2016 | Made in tvN, Actor in Drama                           | Місенг: Незавершене життя                       | Номінація    |         |

### Державні відзнаки
| Країна         | Рік  | Відзнака або нагорода                                  | Прим.   |
| -------------- | ---- | ------------------------------------------------------ | ------- |
| Південна Корея | 2023 | Minister of Culture, Sports and Tourism's Commendation | [ 144 ] |

### Статті-списки
| Видавець        | Рік  | Стаття-список                      | Місце | Прим.           |
| --------------- | ---- | ---------------------------------- | ----- | --------------- |
| Форбс           | 2015 | Korea Power Celebrity              | 35    | [ 145 ]         |
| Cine 21         | 2022 | Actors to watch out for in 2022    | 5     | [ 146 ]         |
| Star News Korea | 2023 | Best Idol-Actor of the Year (Male) | 2     | [ 147 ] [ 148 ] |